# Fritz Meißner
Oskar Fritz Meißner (* 31. Oktober 1920 in Naunhof; † 16. Januar 2004 in Leipzig) war ein deutscher Kinderchirurg.

## Leben
Er studierte von 1939 bis 1945 Medizin an der Universität Leipzig unter anderem bei Herbert Uebermuth. 1945 wurde er promoviert, 1956 habilitiert. Im Jahr 1959 wurde er Direktor der Klinik für Kinderchirurgie Leipzig. 1961 erhielt er dort den ersten Lehrstuhl für Kinderchirurgie in Deutschland. Die Klinik leitete er bis zu seiner Emeritierung im Jahr 1986. 1964 wurde auf seine Initiative hin die Sektion Kinderchirurgie der Gesellschaft für Chirurgie der DDR gegründet. Aus dieser Sektion entstand 1985 die selbständige Gesellschaft für Kinderchirurgie der DDR, deren Vorsitz er übernahm.
1989 wurde er Ehrenmitglied der Deutschen Gesellschaft für Kinderchirurgie und 1990 Ehrenpräsident dieser Fachgesellschaft. Er war Mitglied der Deutschen Akademie der Naturforscher Leopoldina und der British Association of Paediatric Surgeons. Weiterhin war er Ehrenmitglied der Sächsischen Chirurgenvereinigung, der Kinderchirurgischen Gesellschaften Ungarns und Österreichs und der Purkyně-Gesellschaft Tschechiens.
Fritz Meißner war Ehrensenator der Universität Leipzig, die ihm 1995 die Ehrendoktorwürde verlieh.